# Jean-Marie Rouart
Pour les autres membres de la famille, voir Famille Rouart.
Jean-Marie Rouart, né le 8 avril 1943 à Neuilly-sur-Seine, est un romancier, essayiste et chroniqueur français. Il est membre de l'Académie française depuis 1997.

## Biographie
Né dans une famille de peintres, Jean-Marie Rouart est le fils du peintre Augustin Rouart (1907-1997) et l'arrière-petit-fils des peintres et collectionneurs Henri Rouart et Henry Lerolle. Il est le petit neveu de Julie Manet.
Sa scolarité est difficile mais, malgré les difficultés rencontrées, Jean-Marie Rouart persévère. Il est cinq fois candidat au baccalauréat : il obtient un premier bac au bout de la troisième tentative (à l'oral de rattrapage), puis un second bac au bout de la seconde tentative. Jean-Marie échoue ensuite en première année de droit, puis en première année de lettres.
Après avoir mené ses études de philosophie et de lettres,, Jean-Marie entre au Magazine littéraire en 1967 puis au Figaro, où il reste de 1967 à 1975, chroniqueur et grand reporter, avant de démissionner lors du rachat du journal par Robert Hersant.
Alors que son premier livre est refusé treize fois par les éditeurs en 1962 et qu'il renonce à le faire publier, son second livre La Fuite en Pologne paraît en 1974.
Franc-maçon « parce que leurs idées étaient à l'opposé de celles de ma famille », il collabore comme éditorialiste, à partir de 1977, au Quotidien de Paris (Groupe Quotidien), dont il devient rédacteur en chef en 1979 et dont il dirige les pages littéraires jusqu'à son départ en 1985.
Il retourne par la suite au Figaro et devient le directeur du supplément littéraire de 1986 à 1988, puis le directeur littéraire.
En 1994, il est l'un des principaux animateurs du Comité pour la révision du procès d'Omar Raddad, affaire à laquelle il consacre un ouvrage, Omar : la construction d'un coupable, ce qui lui vaudra une condamnation pour diffamation en 2002,.
À partir de 1995, il est membre du jury du prix de l'écrit intime.
En 1996, il est le premier gérant de la Société des rédacteurs du Figaro.
Le 18 décembre 1997, après s'être présenté cinq fois, il est élu à l'Académie française au fauteuil 26, succédant à Georges Duby face à Ivan Gobry et Florent Gaudin. Il y est reçu le 14 novembre 1998 par Hélène Carrère d'Encausse.
Il mène un combat actif contre la prostitution, préfaçant en 2000 le Livre noir de la prostitution.
En 2002, il co-signe une pétition demandant une « solution rapide et décente aux problèmes fiscaux de Françoise Sagan », condamnée pour une fraude fiscale sur ses revenus de 1994 et devant à l’État 838 469 euros, en considérant que si « Françoise Sagan doit de l'argent à l’État, la France lui doit beaucoup plus : le prestige, le talent, un certain goût de la liberté et de la douceur de vivre ».
En 2003, il est évincé de la direction du Figaro littéraire au profit d'Angelo Rinaldi. Il collabore alors à Paris Match.
Depuis 2006, il préside le comité de soutien à Bruno Joushomme, dont l'objectif est la révision de son procès, compte tenu de supposés nouveaux éléments au dossier. Les magistrats chargés de l'affaire ont écarté cette possibilité, considérant l'absence d' « éléments nouveaux de nature à faire naître un doute sur la culpabilité du condamné. »
En 2012, alors qu'il préside le festival La Forêt des livres, il reçoit le prix de l’Œuvre de ce même festival.
En décembre 2023, il est signataire de la tribune controversée N'effacez pas Gérard Depardieu visant notamment à défendre la présomption d'innocence de Gérard Depardieu, alors accusé de viol, agression sexuelle et harcèlement sexuel. Il invoque « l'esprit gaulois de la France », et demande : « Est-ce que vous croyez que, chez Rabelais, il n'y a pas de grossièretés ? ».

### À l'Académie française
Membre depuis 1997-1998, il répond en 2003 au discours de réception de Valéry Giscard d'Estaing : après avoir retracé l'œuvre politique de l'ancien président de la République, il rappelle le jugement sévère que le critique du Figaro Renaud Matignon lui avait consacré, après la parution de son unique roman, Le Passage, le comparant à « un Maupassant qui aurait fait la connaissance de la comtesse de Ségur, ou à un Grand Meaulnes qui aurait croisé Bécassine ».

### Télévision
En 2015, il participe à l'émission Secrets d'Histoire consacrée à Giacomo Casanova, intitulée Casanova, l'amour à Venise, diffusée le 20 octobre 2015 sur France 2.

## Œuvres

### Écrits
- 1974 : La Fuite en Pologne, Grasset, rééd. 2001 - Prix Roberge de l’Académie française en 1975
- 1975 : La Blessure de Georges Aslo, Grasset
- 1977 : Les Feux du pouvoir Grasset – Prix Interallié
- 1980 : Le Mythomane, Grasset
- 1983 : Avant-Guerre, Grasset – Prix Renaudot
- 1985 : Ils ont choisi la nuit, Grasset – Prix de l'essai de l’Académie française
- 1987 : Le Cavalier blessé, Grasset
- 1989 : La Femme de proie, Grasset
- 1990 : Le Voleur de jeunesse, Grasset
- 1993 : Le Goût du malheur, Gallimard
- 1994 : Omar, la construction d’un coupable, Le Fallois
- 1995 : Morny, un voluptueux au pouvoir, Gallimard
- 1997 : L'Invention de l’amour, Grasset
- 1998 : La Noblesse des vaincus, Grasset
- 1998 : Bernis, le cardinal des plaisirs, Gallimard – Prix Nouveau Cercle Interallié
- 2000 : Une jeunesse à l’ombre de la lumière, Gallimard
- 2000 : Discours de réception à l'Académie française, Grasset
- 2001 : Une famille dans l'impressionnisme, Gallimard
- 2002 : Nous ne savons pas aimer, Gallimard
- 2003 : Adieu à la France qui s'en va, Grasset – Prix François-Mauriac de la région Aquitaine
- 2004 : Libertin et Chrétien, Desclée de Brouwer
- 2005 : Mes fauves, Grasset
- 2006 : Le Scandale, Gallimard
- 2008 : Devoir d'insolence, Grasset
- 2009 : Cette opposition qui s'appelle la vie, Grasset
- 2011 : La Guerre amoureuse, Gallimard
- 2012 : Napoléon ou la Destinée, Gallimard – Prix du Guesclin et prix Combourg
- 2014 : Ne pars pas avant moi, Gallimard
- 2015 : Ces amis qui enchantent la vie, Robert Laffont
- 2017 : Une jeunesse perdue, Gallimard
- 2017 : Le Psychodrame français, éd. Robert Laffont
- 2018 : La Vérité sur la comtesse Berdaiev, éd. Gallimard.
- 2019 : Dictionnaire amoureux de Jean d'Ormesson, Plon.
- 2021 : Ils voyagèrent vers des pays perdus, Albin Michel. (Présentation de l'éditeur)
- 2021 : Ce pays des hommes sans Dieu, Bouquins.
- 2022 : Mes révoltes, Gallimard.
- 2022 : Omar, la fabrication d'une injustice, Bouquins.
- 2023 : Entre père et fils, Gallimard.
- 2024 : La Maîtresse italienne, Galimard.

### Théâtre
- 2006 : Gorki, l'exilé de Capri, mise en scène Jacques Rosner, Espace Pierre Cardin
- 2024 : Le Bar de l'Oriental, mise en scène Géraud Bénech, théâtre Montparnasse

### Autres écrits
- La Famille Rouart. Au cœur de l'Impressionnisme, catalogue de l'exposition sous la direction de Solange Thierry, édité par le musée de la vie romantique, Paris, 2004.

## Prix et distinctions

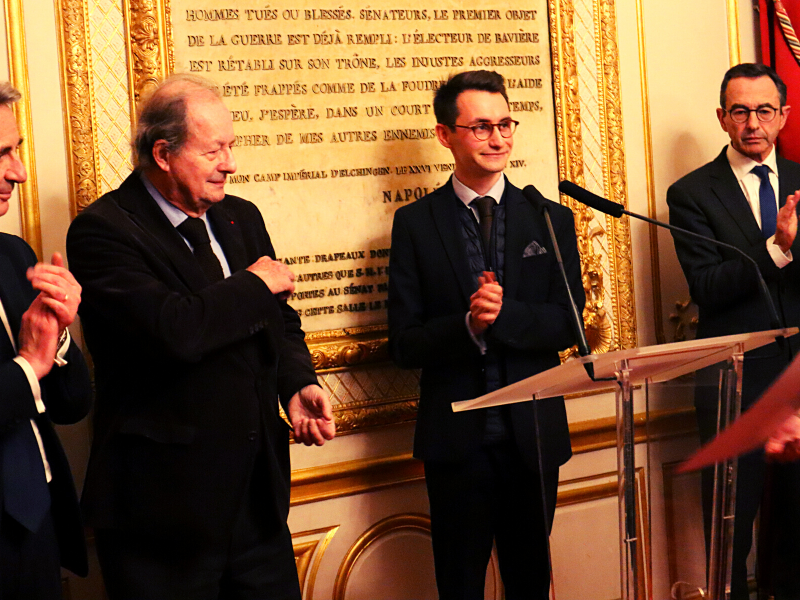
Jean-Marie Rouart recevant le prix de l'Enracinement-Simone Weil au Sénat par Ferréol Delmas.

- Officier de la Légion d'honneur - Il est fait chevalier le 13 juillet 1994[20], puis est promu officier le 13 juillet 2009[21].
- Officier de l'ordre national du Mérite - Il est directement fait officier le 14 novembre 2002[22], pour récompenser ses 35 ans d'activités professionnelles et littéraires.
- Commandeur de l'ordre des Arts et des Lettres - Il est fait commandeur le 14 novembre 1995[23].

Il reçoit, en 2023, le prix de l'Enracinement-Simone Weil décerné par le think tank « Écologie responsable » dans le salon Napoléon du Sénat pour l'ensemble de son œuvre.